# Nathan Jakobsen
Lars Andreas Nathan Benjamin Jakobsen (* 16. August 1917 in Arsuk; † unbekannt) war ein grönländischer Kaufmann und Landesrat.

## Leben
Nathan Jakobsen war der Sohn des Jägers Ludvig Adolf Pavia Kristoffer Otto Jakobsen (1897–?) und seiner Frau Sofie Marie Hansine Mathæussen (1895–?). Seine Mutter war eine Schwester des Landesrats Peter Mathæussen (1892–1949) und er somit ein Cousin von dessen Sohn Manasse Mathæussen (1915–1989). Nathan Jakobsen heiratete am 10. März 1940 in Paamiut Bodil Ane Cecilie Sara Møller (1920–?), Tochter des Jägers Andreas Jakob Stephen Møller (1896–?) und seiner Frau Dorthe Edel Dina Gedionsen (1899–?) sowie Schwester des Landesrats Lamik Møller (1941–1999). Das Paar konnte 1990 seine Goldene Hochzeit feiern. Nathan Jakobsen arbeitete als Udstedsverwalter in Kuannit (Avigaat). 1959 wurde er in Grønlands Landsråd gewählt, wo er für eine Legislaturperiode bis 1963 blieb.